# ベンチオカーブ
ベンチオカーブ（英: Benthiocarb、ベンチオカルブ）はチオカルバマートの一種。チオベンカルブ（英: Thiobencarb ）とも呼ばれ、除草剤として用いられる。

## 用途
クミアイ化学工業が開発し、日本では1969年9月25日に農薬登録を受けた。「サターン」の商品名で、主に水田のノビエやマツバイ、レタス畑での一年生雑草に対する除草剤として使用される。ペンディメタリンやリニュロンとの複合剤も生産される。1999年の統計では日本国内で3207トンの原体が生産され、これは除草剤原体の生産量としては最大であった。主な作用機序はオーキシンの活性阻害およびタンパク質（ジベレリン誘起α-アミラーゼ生合成）合成阻害による生育抑制や種子の発芽停止であるが、タンパク質合成阻害は選択性を持ち、ノビエに対してはイネの約14倍の強さで作用する。

## 安全性
日本の毒物及び劇物取締法上は普通物扱いであるが、有機溶剤を含む製剤は消防法上の危険物第4類・第2石油類に該当することがある。一日摂取許容量は0.009 mg/kg/日。コメ・豆類には0.05 ppm以下の残留基準が適用される。水質汚濁防止法上の排水基準は200 μg/L以下、環境基本法による環境基準および水道法による水質基準は基準はいずれも20 μg/L以下と定められている。紫外線により速やかに光分解するが、土壌中での分解半減期は100日を越えることがある。本物質の乳剤の水生生物に対する有害性は、コイの半数致死濃度（LC50）が3.6 mg/L（96時間）、オオミジンコの50%効果濃度 （EC50）が2.70 mg/L（48時間）であり、長期的影響により水生生物に強い毒性を示すことがある。